# Oplassen

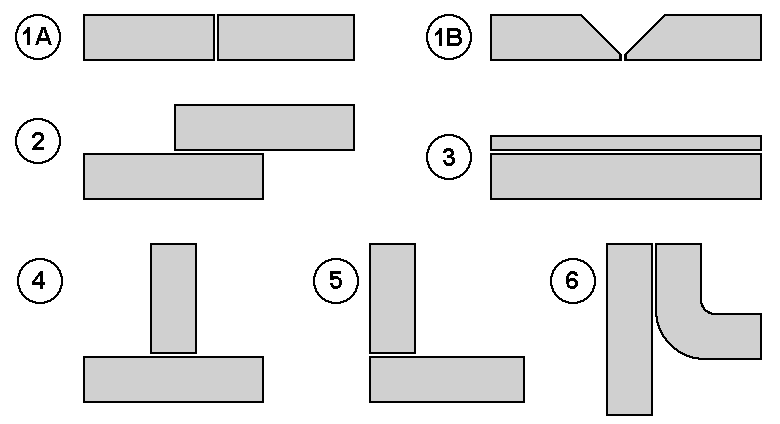
Verschillende voorbeelden van lasverbindingen: 1A: stuiklas, 1B: stuiklas met afschuining, 2: overlaplas, 3: oplas, 4: T-las, 5: hoeklas, 6: flenslas/randlas.

Oplassen is het toevoegen van materiaal aan een object door middel van lassen, door op een basismateriaal een laag materiaal te lassen. Oplassen is een afkorting van erop lassen en moet niet verward worden met het onderpoederlassen / onderpoederdeklassen ('OP-lassen').
Oplassen is geen specifiek lasproces maar alleen een specifiek type lasverbinding.
Oplastechnieken hebben een hoge vlucht genomen door ontwikkeling van gespecialiseerde bedrijven, die  het proces compleet geautomatiseerd hebben. Door het toepassen van dergelijke technieken kan men zeer betrouwbaar en gecontroleerd specifieke lagen aanbrengen.
Oplasprocessen zijn:
- Explosielassen
- Magnetisch pulslassen
- Cladding

## Toepassing
Oplassen wordt toegepast om de eigenschappen van voorwerpen te verbeteren, bijvoorbeeld om bescherming te bieden tegen agressieve corrosie of erosie. Op bepaalde onderdelen kan men harde slijtlagen oplassen. In drukvaten is de corriebestendigheid van belang. Ook is het mogelijk materiaal dat zover is afgesleten dat het niet meer voldoet aan de daarvoor geldende normen, door middel van oplassen te herstellen. Eventueel kan na dit herstel ook nog een speciale corrosiebestendige of slijtvaste laag aangebracht worden.
Ook wordt deze methode toegepast om te besparen op materiaalkosten: op goedkoop basismateriaal wordt een dun laagje duurder materiaal met speciale hoogwaardige eigenschappen gelast.
Oplassen geeft een 100% metallurgische verbinding met het dragermateriaal. Belangrijke parameters zijn de warmte-inbreng, warmte-beïnvloede zone, en de opmenging. De kwaliteit van het oplassen is afhankelijk van deze parameters.